# 岩城之徳
岩城之徳（いわき　ゆきのり、1923年11月3日  - 1995年8月3日）は、日本近代文学研究者、日本大学名誉教授。文学博士。石川啄木の実証的研究の基礎を築いた。

## 来歴
愛媛県松山市に生まれる。父は今治商業銀行（伊予銀行の前身の一つ）勤務から独立して商社を起こしたが失敗、伊予合同銀行（伊予銀行の前身）に復職後1947年に死去した。母は河東碧梧桐の縁者の出身であった。
日本大学法文学部文学科在学中の1943年11月に学徒出陣により従軍し、最終的に中国南部から1946年3月に復員、復学した。在学中の1947年には、開校したばかりの墨田区立隅田第二中学校で、日大OBの校長からの依頼により学生の身分で国語の専任授業嘱託となる。
1948年春に日大を卒業する際、北海道大学での石川啄木の研究を志し、北海道立岩見沢女子高等学校（現・北海道岩見沢西高等学校）教員として赴任する。創立された新聞部顧問となり、記事の題材に啄木が出たのを機に、同年9月函館市に住む宮崎郁雨を訪問、執筆した記事が初の啄木に関する文章となった。1949年3月に岩見沢出身の女性と結婚。同年秋、北海道滝川女子高等学校から招きを受けて転任し、1950年4月に同校が北海道滝川東高等学校（現・北海道滝川高等学校）になってからも引き続き勤務した。一方、日大時代の恩師で北大法文学部教授となっていた風巻景次郎に相談の結果、1950年5月に北海道大学大学院への入学を許可され、風巻の指導を受けた。大学院進学直後は、高校が男女共学移行したばかりという理由で定時制への勤務変更が認められず、かわりに週1回北大に通う形になった。1951年春から高校は定時制担当に変わり、北大への通学は週3日となった。この間、夏季休暇時に宮崎郁雨を再訪し、宮崎の協力で函館図書館啄木文庫の資料を調査した。この調査の成果を元に、「幸徳秋水事件と啄木晩年の思想」を1951年3月に、また初の単行本となる『啄木歌集研究ノート』を1951年11月にそれぞれ発表した。前者（私家版の非売品だった）を、その著書『石川啄木』に深い感銘を受けた金田一京助に送ると、金田一からは「こんな名著をなぜ非売品とされたのでしょう」と激賞する返書が届き、以後も研究に当たって手紙を交わす間柄となった。
その後、文学研究のためには「対象となる作家の人間像を自己の内部に定立すること」が必要という考えに至り、それに基づいて啄木の伝記的研究を大学院後半でのテーマとする。
1955年に北海道大学大学院を修了し、「石川啄木の伝記的研究」で修士号を取得した。この内容は1955年11月に『石川啄木伝』（東宝書房）として刊行された。
大学院修了前の1954年11月から北星学園女子短期大学で週1回の非常勤講師となる。修了後も北海道にとどまっていたが、同居していた母親の死去（1956年6月）を機に本州に戻ることを決意し、いったんは帝塚山学院短期大学に行く話となっていたが、日大時代に教えを受けた鈴木知太郎の誘いで、1958年4月より日本大学文理学部三島校舎の教員となり、1959年に助教授に就任した。この転任時より静岡県三島市に居住した。
啄木研究では、宮崎郁雨や金田一京助のほか、三浦ミツ、土岐善麿など、戦後まで存命であった啄木関係者と直接のコンタクトを取っての調査を多数おこなった。金田一との間では、金田一が主張していた「啄木晩年の思想的転回」の説を資料に基づいて誤りと批判し、これに対して金田一からは1961年に感情的な反駁が寄せられて論争となったが、金田一の論点が本来の趣旨からずれていたことからこれを打ち切り、私信を送って誤解を解き、1964年に金田一から招かれる形で面会して和解した。筑摩書房の『啄木全集』（1967年 - 1968年）、『石川啄木全集』（1978年 - 1980年）の2つの全集で編集委員を務めた。
1969年3月に『石川啄木伝』により日本大学より文学博士号を取得し、翌1970年2月に教授に昇進した。
1978年に学校法人日本大学三島学園代表者に就任して、日本大学国際関係学部の創設に関与、学部発足後は国際関係学部教授となる。学部創設と運営の功績により、学校法人日本大学理事にも就任した。
1986年、『啄木歌集全歌評釈』『石川啄木伝』（いずれも筑摩書房）で第1回岩手日報文学賞啄木賞を受賞。しかしこの年8月狭心症で倒れ、約半年間入院し、完治まで約1年半を要した。
1989年、国際啄木学会発起人の一人（合計18人）となり、初代会長に就任した。
学外では、三島市の教育委員も務めた。
1995年8月3日、慢性心不全により神奈川県小田原市内の病院で死去（満71歳没）。

## 著書
- 『啄木歌集研究ノート』第二書房、1952年
- 『石川啄木伝』東宝書房、1955年
- 『石をもて追はるるごとく 啄木名歌鑑賞』第二書房、1956年
- 『石川啄木』吉川弘文館<人物叢書>、1961年
  - 新装版、1985年
- 『石川啄木』學燈社<學燈文庫>、1962年
- 『石川啄木』明治書院<写真作家伝叢書>、1965年
- 『石川啄木詩歌集』講談社、1968年
  - （改題新版）『流離の詩人石川啄木』学燈社、1973年
- 『啄木研究二十年』学燈社、1970年
- 『啄木評伝』学燈社、1976年
- 『名歌鑑賞石川啄木』講談社<講談社学術文庫、1979年9月
- 『石川啄木』桜楓社<短歌シリーズ・人と作品>、1980年4月
- 『啄木研究三十年』学燈社、1980年11月
- 『啄木歌集全歌評釈』（岩城之徳啄木研究三部作ノ二）筑摩書房、1985年3月
- 『石川啄木伝』（岩城之徳啄木研究三部作ノ一）筑摩書房、1985年6月
- 『石川啄木』桜楓社、1986年2月
- 『啄木全作品解題』（岩城之徳啄木研究三部作ノ三）筑摩書房、1987年2月
- 『啄木讃歌 明治の天才の軌跡』桜楓社、1989年3月
- 『石川啄木とその時代』おうふう、1995年4月
- 『石川啄木と幸徳秋水事件』吉川弘文館、1996年10月
- 『声で読む石川啄木』學燈社、2007年2月

## 共編著
- 『定本石川啄木歌集』學燈社、1964年
- 『近代文学注釈大系 第7 石川啄木』（校訂・注釈・解説）有精堂出版、1966年
- 『現代短歌評釈』（吉田精一,本林勝夫と共編）學燈社、1966年
- 『回想の石川啄木 天才をめぐる友人たちの記録』八木書店、1967年
- 『石川啄木必携』學燈社、1967年
- 『東海・北陸』（西一祥・藤田福夫と共著）學燈社<文学と史蹟の旅路>、1974年
- 『切り絵石川啄木の世界』（後藤伸行との共著）ぎょうせい、1985年11月
- 『現代名歌鑑賞事典』（本林勝夫と共編）おうふう、1987年3月
- 『石川啄木大全』講談社、1991年6月